# Гоголівська вулиця (Житомир)
Гоголівська вулиця — вулиця в Корольовському районі Житомира. 

## Характеристики

### Розташування
Вулиця бере початок з Хлібної вулиці, прямує на північний схід та завершується перехрестям з вулицею Вокзальною. Має перехрестя з вулицями Князів Острозьких, Івана Мазепи, Східною, Добровольчих батальйонів, Івана Сльоти. Від вулиці Гоголівської беруть початок провулки 1-й, 2-й та 3-й Гоголівські, вулиця Академіка Векслера, провулок Академіка Слуцького. Перехрестям з Гоголівською вулицею завершуються провулки: Карпенка-Карого, Квітковий, Крилова, Вокзальний.  
Фрагмент вулиці від початку до вулиці Івана Мазепи розташований в центральній частині міста. На схід від вулиці Князів Острозьких вулиця прямує крізь історичну місцевість Путятинку. Від вулиці Івана Мазепи також пролягає у привокзальній частині міста. До Східної вулиці пролягає у розпланованому в ХІХ ст. Старому місті.

### Забудова
Переважно забудова представлена житловими будинками малої поверховості, індивідуальними житловими будинками садибного типу (між вулицями Хлібною та Східною — побудови кінця ХІХ — початку ХХ століття та незначна кількість будинків середини ХХ ст.; між вулицями Східною та Вокзальною — середини ХХ століття). В Старому місті (з північної сторони) та в місцевості Вокзал наявні п'яти-, дев'ятиповерхові багатоквартирні житлові будинки (1960 — 1980-х рр. будівництва).

#### Установи
- Відділення поштового зв'язку № 12 (10012) поштового оператора «Укрпошта» — буд. № 11.

### Транспорт
Ділянка вулиці між вулицями Хлібною та Князів Острозьких з одностороннім рухом транспорту у напрямку від вулиці Князів Острозьких до Хлібної вулиці. Вулиця двосмугова.

## Історія

### Історія назви
Перша назва вулиці — Миловська — протягом другої половини ХІХ століття. Паралельно у документах у 1860-х роках вживалася назва Саратовська. З 1901 року має назву Гоголівська вулиця. В період німецької окупації тимчасово називалася Селянською вулицею.

### Історія формування вулиці
Вулиця виникла у другій половині ХІХ століття внаслідок реалізації генерального плану міста, яким передбачалася радіально-відцентрова система планування міста, утворена рядами радіальних та поперечних вулиць, однією з яких передбачалася Гоголівська вулиця. Вулиця запроєктована від існуючої тоді Михайлівської вулиці до проєктної Східної вулиці, де мала проходити міська межа. Проходження вулиці передбачалося крізь чотири квартали та ярмаркову Хлібну площу (нині майдан Житній Ринок), що мала бути влаштована внаслідок осушення заболоченої місцевості.  
Станом на середину ХІХ століття на запроєктованій трасі майбутньої Гоголівської вулиці перебували садиби зі значними присадибними ділянками, що знаходилися на ділянці між нинішніми Хлібною вулицею та провулком Карпенка-Карого. Далі до проєктної Східної вулиці розкинулися вільні від забудови земельні угіддя. 
До початку ХХ століття вулиця сформувалася згідно з генеральним планом, проте зі значними складнощами, пов'язаними з осушенням заболоченої місцевості, вздовж якої мала пролягати майбутня Гоголівська вулиця. Роботи з осушення місцевості проводилися під керівництвом інженер-полковника М.Г. Милова, в честь якого в другій половині ХІХ століття надано назву новопрокладеній вулиці — Миловська. 
Станом на 1879 рік фактично відбулися дві ділянки Миловської вулиці. Перша ділянка побудована між вулицею Михайлівською та Хлібною площею (нині майдан Житній Ринок). Друга ділянка сформувалася від нинішнього провулка Карпенка-Карого (тодішнього проїзду між ділянками), перетинала новозбудовану Міщанську (нині вулиця Івана Мазепи) та завершувалася майже сягнувши проєктної Східної вулиці.
У перші десятиріччя ХХ століття Гоголівська вулиця остаточно сформувалася згідно з генпланом середини ХІХ століття між вулицями Хлібною та Східною. Станом на початок ХХ століття у більшості сформувалася забудова вулиці, представлена, переважно, одноповерховими житловими будинками садибного типу. Як виключення, до середини ХХ століття не забудовувалася ділянка між вулицями Хлібною та Князів Острозьких (з південної сторони вулиці). 
Протягом першої половини ХХ століття вулиця продовжувалася східніше проєктної Східної вулиці. Продовженням Гоголівської вулиці до 1957 року був нинішній 1-й Гоголівський провулок, що прямував на південний схід від сформованої згідно з генпланом частини Гоголівської вулиці крізь хутір Сейферта до річки Путятинки. 
У 1950-х роках Гоголівську вулицю від новопрокладеної Східної вулиці продовжено на північний схід, у напрямку Вокзальної вулиці. Між нинішніми вулицями Східною та Івана Сльоти Гоголівська вулиця сформувалася упродовж 1950-х років на переважно вільних від забудови землях колишніх приміських хуторів та землеволодінь на берегах річки Путятинки. Гоголівська вулиця з'єдналася з Третьою Привокзальною лінією, що сформувалася на початку ХХ століття між вулицею Вокзальною та Вацківським провулком. У 1950-х роках нова садибна забудова Гоголівської вулиці (будинки №№ 77-99) розділила на дві частини Вацківський провулок, що раніше з'єднував вулиці Київську та Вокзальну. У 1970-х роках Гоголівська вулиця в районі Вокзалу (колишня Третя Привокзальна лінія) почала забудовуватися п'ятиповерховими житловими будинками, зведеними за типовими проєктами. Внаслідок будівництва будинків та облаштування прибудинкових територій зникло закінчення Вацківського провулка. 
Протягом 1970-х — 1980-х років сформувалася сучасна забудова північної сторони Гоголівської вулиці у Старому місті, внаслідок знесення старих садиб.
У 1990 році вулиця стала коротшою на квартал у зв'язку з виокремленням її початку, між вулицею Михайлівською й майданом Житній Ринок, в окремий урбанонім — вулицю Бориса Лятошинського. Здійснено переадресацію будинків до нової вулиці в межах кварталу та змінено нумерацію будинків уздовж всієї Гоголівської вулиці.